# Edifício Sobre as Ondas
Vista da Praia das Astúrias, podendo ser observado o Edifício Sobre as Ondas e a Casa das Pedras.
O Sobre as Ondas é um edifício residencial localizado entre as praias das Pitangueiras e Astúrias, no município de Guarujá, estado de São Paulo. O projeto do edifício foi aprovado pela prefeitura em 26 de outubro de 1945. A construção começou no ano seguinte, mas a inauguração oficial deu-se apenas em 17 de julho de 1951.

## Projeto e construção

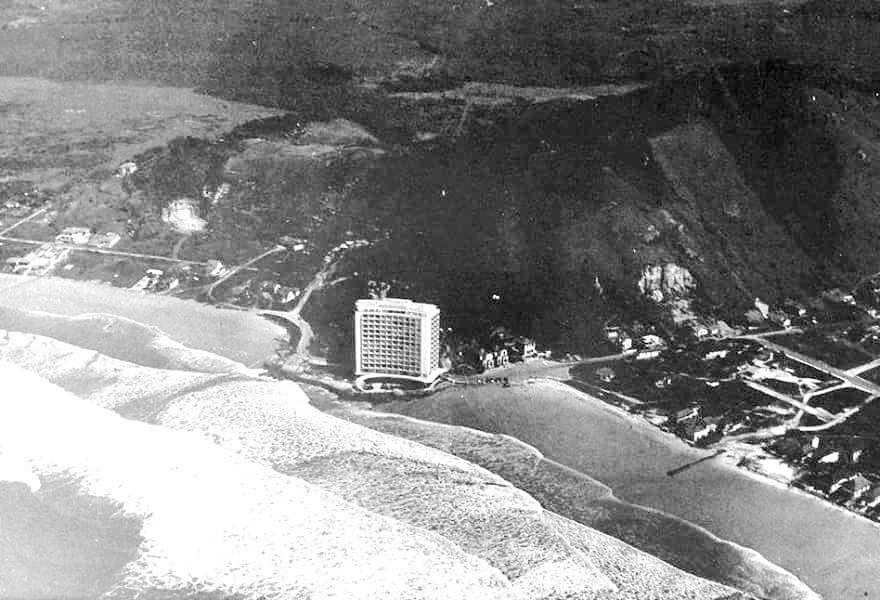
Edifício Sobre as Ondas quando inaugurado.

O Sobre as Ondas foi construído no terreno onde estava antes o Hotel Orlandi, comprado por Antônio Roberto Alves Braga, interessado em atender à nascente demanda por residências de férias em cidades praianas, já com o intuito de ali construir o prédio. No projeto, assinado pelos arquitetos Oswaldo Corrêa Gonçalves e Jaime Campello Fonseca Rodrigues, que morreu durante a construção, foram levados em consideração diversos conceitos do modernismo, como as curvas, que fazem o edifício "abraçar" o mar. A construção foi feita sem fundações, com o prédio inserido diretamente na pedra. O pedido de seu tombamento foi feito pelo escritor Geraldo Anhaia Mello.

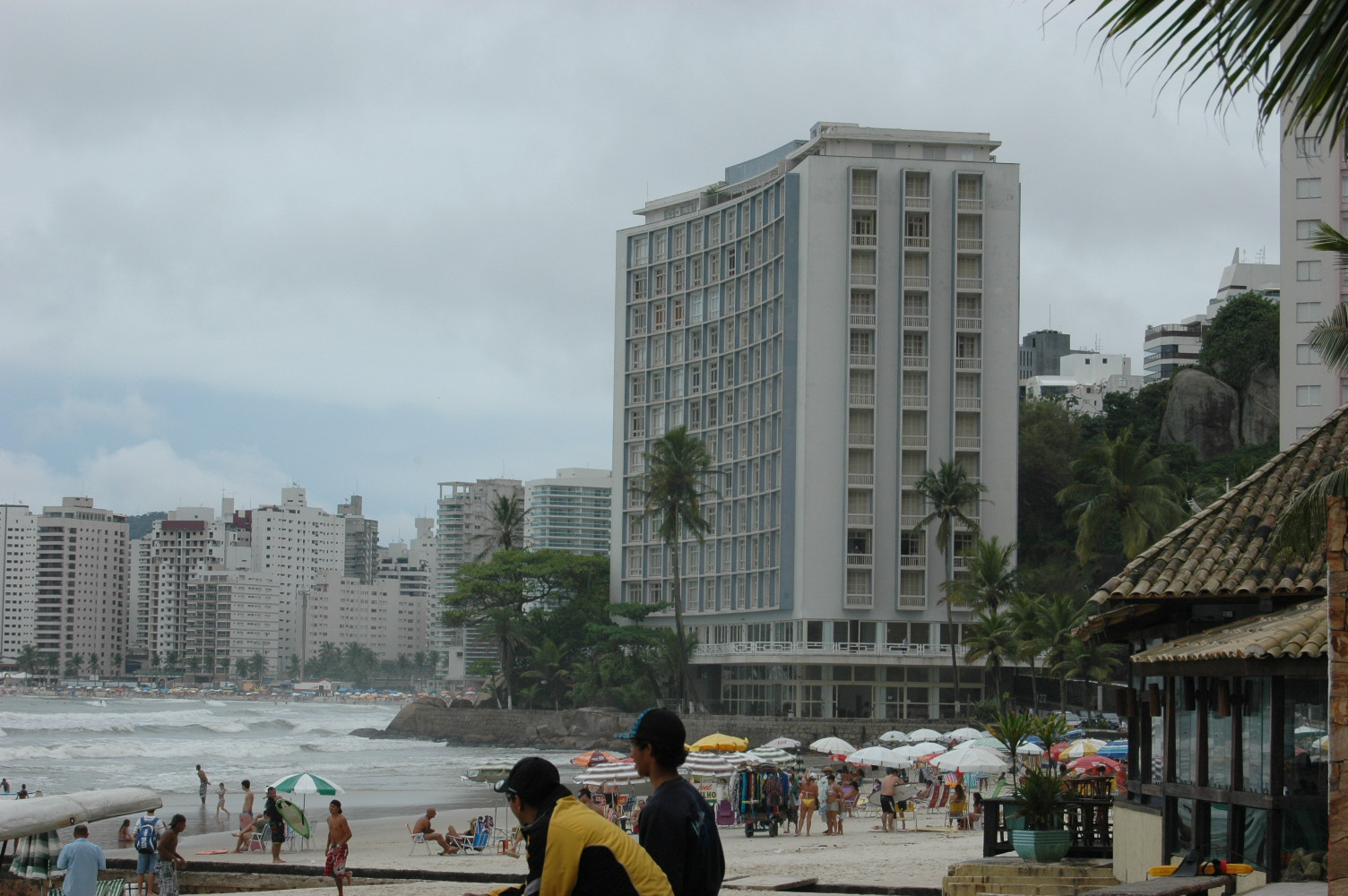
Edifício Sobre as Ondas visto da Praia de Pitangueiras.

Foram idealizados no projeto três tipos de apartamento: 44 com um dormitório, 22 com dois e outros 22 com três dormitórios. Na cobertura há três apartamentos, sendo que um deles originalmente seria um salão comum. No térreo há uma laje curva que compõe o mezanino e o arquiteto Gonçalves declarou à revista Arquitextos que foi influência de Oscar Niemeyer. Sucesso comercial, segundo Oswaldo Gonçalves todos os apartamentos teriam sido reservados em apenas uma semana. O projeto foi exposto na Trienal de Milão e também foi premiado durante o IV Congresso Panamericano de Arquitetura de Lima.